# オマハ族
オマハ族 (Omaha) とはアメリカ中西部ネブラスカ州に先住するアメリカ・インディアン部族である。ネブラスカ州最大の町オマハはオマハ族から因んでいる。オマハは、「風（または流れ）に立ち向かう者たち」という意味。マハ族ともいう。

## 歴史・文化

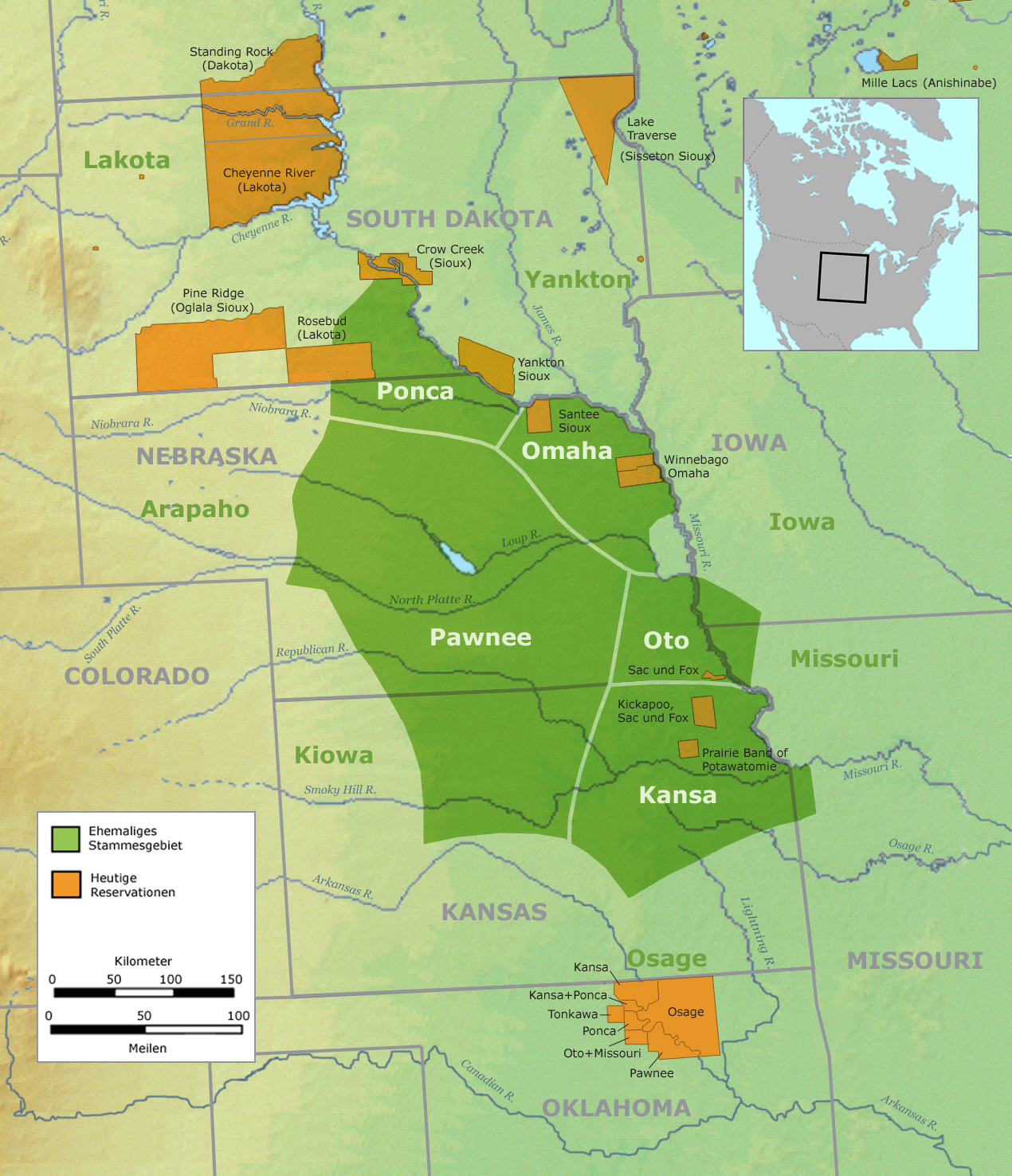
かつてのオマハ族と周辺部族の勢力範囲（緑色）と、現在の保留地（橙色）

かつてのオマハ族は馬を駆り、狩猟と略奪をおこなう典型的な平原部族で、冬場は土屋根のアース・ロッジ（小屋）に、そして夏にはティピーで暮らしていた。バッファローや鹿を狩り、農作物を栽培し、主な穀物は豆、トウモロコシ、カボチャなどである。女性は鍋を作り、バスケットを編み、そして獲物でしとめた動物の骨や木から用具を作った。
ホーカン・スーの言語を話し、オマハ族はスー族支族ダコタ族系に属していたカンサ族、クアポウ族、オーセージ族、ポンカ族の5つの諸部族のグループの一部族だった。
1500年頃、スー族と仲が悪くなり分離し、オマハ族はポンカ族とともに、オハイオ州、ミズーリ州及びミシシッピ川の合流域に移動、さらにアイオワ州に渡って行った。そののち、ニオブララ川河口でポンカ族と別れ、 ミズーリ川の上流域へ移動した。
1802年、白人がもたらした天然痘の流行により、部族の人口を大きく減らし、現在のネブラスカ州に移動。
1804年、ルイスとクラークの探検隊がオマハ族と会見。これを皮切りに白人入植者がオマハ族の土地を侵食していった。なおオマハ族の人々は一般に1850年代に彼らの土地を通ってユタ州へ移住したモルモン教徒と友好的な関係を確立している。
1854年にオマハ族が領土としていたミズーリ川流域のすべての土地は、アメリカ連邦政府に没収され、オマハ族はネブラスカ州東部の保留地（Reservation）へ強制移住させられ、現在に到る。彼らの保留地は近縁のポンカ族と密接しており、ポンカ族とは提携関係にある。現在のスー族とは良好な関係にあり、1960年代のインディアン権利回復要求運動「レッド・パワー」以降、共闘してワシントンやニューヨークへ抗議デモを行っている。
オマハ族は隣州のアイオワ州で、「インディアン・カジノ」のカジノマハ（CasinOmaha）を経営している。インディアン・カジノに反対の立場をとっているアイオワ州は、2009年7月1日に、このカジノマハを営業停止処分とした。現在、オマハ族はカジノ再開を要求して係争中である。